# 近藤信彰
近藤 信彰（こんどう のぶあき、1966年2月- ）は、日本の歴史学者。専門は西アジア史。学位は、博士（文学）。東京外国語大学アジア・アフリカ言語文化研究所教授。

## 略歴
1989年東京大学文学部東洋史学科卒業、1994年同大学院人文科学研究科東洋史学専修博士課程単位取得退学、東京外国語大学アジア・アフリカ言語文化研究所助手、助教授を経て現職。1997年「17-19世紀イランにおける地方権力の研究」で東京大学より博士（文学）学位授与。
2020年8月17日、イラン政府主催の人文学賞ファーラービー国際賞を受賞。

## 著作

### 共著
- ペルシア語写本の世界（東京外国語大学アジア・アフリカ言語文化研究所、2006年） ISBN 4872979370 - 羽田亨一との共著

### 翻訳
- 鮮麗なるアフガニスタン1841-42（東京外国語大学アジア・アフリカ言語文化研究所、2007年）ISBN 4872978919 - アフガニスタン出征経験のある英軍人画家ジェームズ・ラットレー（英語版）の著作 “Costumes and Scenery of Afghanistan” の和訳、小沢一郎および登利谷正人との共訳

## 論文
- <近藤信彰